# Mohamed Elyounoussi
Mohamed Amine Elyounoussi (* 4. August 1994 in Al Hoceïma, Marokko) ist ein norwegischer Fußballspieler. Er steht aktuell beim dänischen Club FC Kopenhagen unter Vertrag und läuft seit 2014 für die norwegische Nationalmannschaft auf. Seine angestammte Position ist die des Linksaußen und des offensiven Mittelfeldspielers.

## Privatleben
Elyounoussi kam mit zwei Jahren von Marokko nach Norwegen. Er ist der Cousin von Tarik Elyounoussi und von Ridouan Elyounoussi.

## Vereinskarriere

### Sarpsborg 08 FF, Molde FK
In der Jugend hatte Elyounoussi für Sarpsborg FK gespielt, bevor er mit 15 Jahren zu Sarpsborg 08 FF wechselte. Zu seinem ersten Einsatz für Sarpsborg 08 FF in der Tippeligaen kam er am 8. Mai 2011 im Spiel gegen den Odds BK. Nach neun Einsätzen in seiner ersten Saison stieg er mit der Mannschaft ab. Mit neun Toren in 26 Einsätzen trug er zum sofortigen Wiederaufstieg von Sarpsborg 08 FF in die erste Liga bei; in der Saison 2013 sicherte sich Elynounoussi mit Sarpsborg 08 FF in der Relegation gegen Ranheim IL den Klassenerhalt.
Am 15. März 2014 wechselte er zu Molde FK, wurde nach 13 erzielten Toren in 30 Spielen norwegischer Meister und gewann mit Molde FK den norwegischen Pokal; dabei erzielte er vom Achtelfinale bis zum Endspiel in jedem Spiel jeweils ein Tor. Zuvor war der Verein in der Qualifikation zur Europa League gegen Sorja Luhansk ausgeschieden. In der Saison 2015 belegte Elyounoussi mit Molde FK den sechsten Platz und schied mit dem Verein in der Qualifikation zur Champions League gegen Dinamo Zagreb aus. In der Vorausscheidung zur Europa League qualifizierte man sich für den Hauptwettbewerb, in der die Mannschaft in der Zwischenrunde gegen den FC Sevilla ausschied.

### FC Basel
Zum 1. Juli 2016 wechselte er zum damaligen Schweizer Meister FC Basel. Am 4. Februar 2017 erzielte Elyounoussi seinen ersten lupenreinen Hattrick für die Basler.
Unter Trainer Urs Fischer gewann Elyounoussi am Ende der Meisterschaft 2016/17 den Meistertitel und den Pokalwettbewerb mit dem FCB. Elyounoussi kam im Schweizer Cup und in der Super League zu insgesamt 33 Einsätzen, in denen ihm zehn Tore gelangen. In der UEFA Champions League spielte er in drei Partien. In der Folgesaison erreichte er mit dem FC Basel das Achtelfinale in der UEFA Champions League, in dem sie gegen Manchester City ausschieden. Im Schweizer Cup war im Halbfinale gegen den BSC Young Boys Endstation.

### FC Southampton
Im Juli 2018 wechselte Elyounoussi zum englischen Premier-League-Club FC Southampton. Am 30. August 2019 wurde Elyounoussi für die Saison 2019/20 an Celtic Glasgow verliehen.

## Nationalmannschaft
Seit 2009 spielte Elyounoussi für norwegische Nachwuchs-Nationalmannschaften. Im November 2013 wurde er erstmals in den Kader der norwegischen A-Nationalmannschaft berufen und bestritt sein erstes Spiel am 18. Januar 2014 gegen Polen, als er in der 33. Minute für Erik Huseklepp eingewechselt wurde.

## Titel und Erfolge
Molde FK
- Norwegische Meisterschaft: 2014
- Norwegischer Pokalsieger: 2014

FC Basel
- Schweizer Meister: 2017
- Schweizer Cupsieger: 2017

Celtic Glasgow
- Schottischer Meister: 2020
- Schottischer Pokalsieger: 2020
- Schottischer Ligapokal: 2020

FC Kopenhagen
Dänischer Meister: 2025
Dänischer Pokalsieger 2025